# Гаваї (гаряча точка)

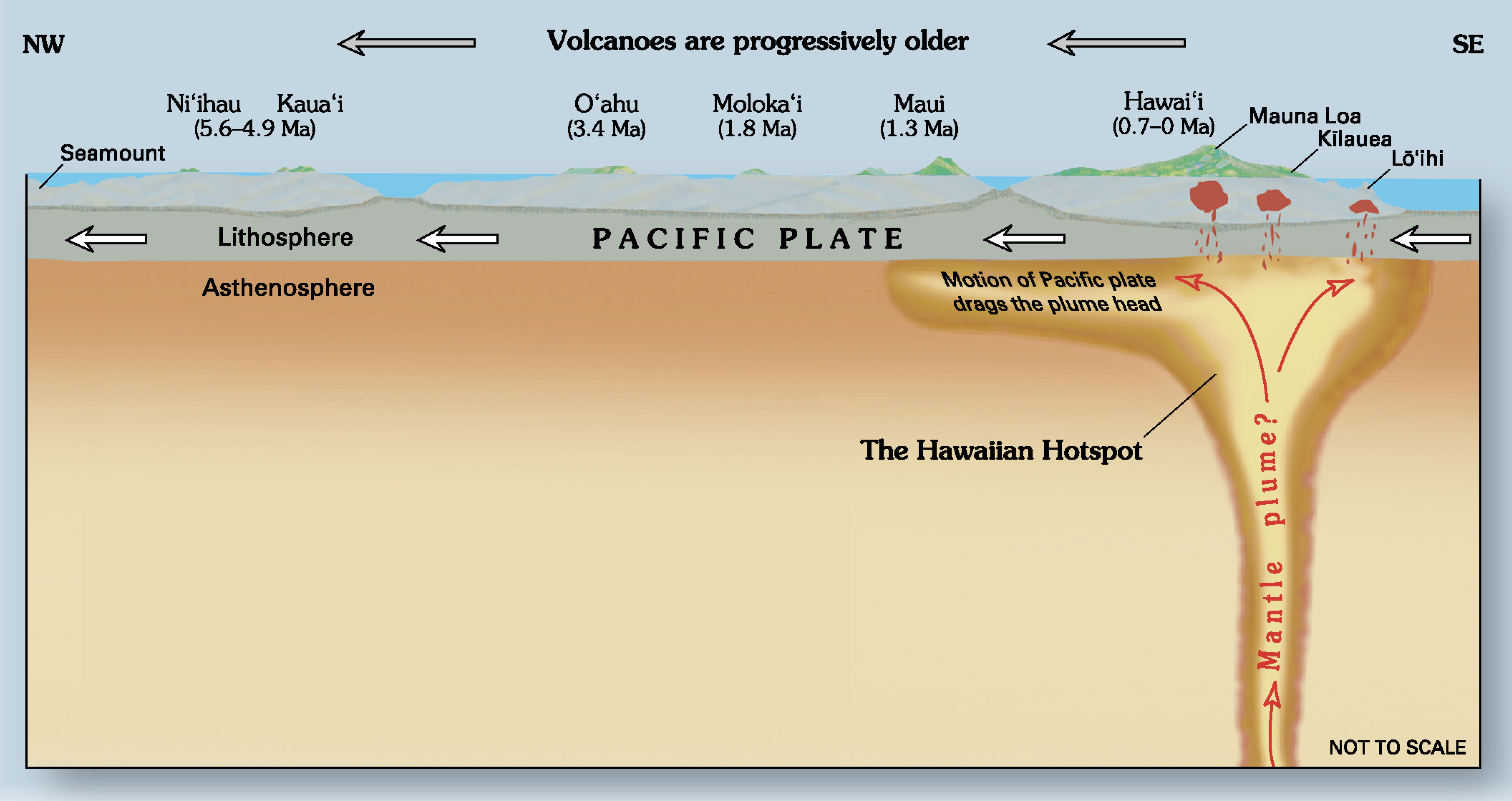
Гаваї (гаряча точка)

Гавайська гаряча точка — гаряча точка, розташована біля однойменних Гавайських островів в північній частині Тихого океану.

## Загальний опис
Одна з найбільш відомих і добре вивчених гарячих точок у світі, Гавайський плюм відповідальний за створення Гавайсько-Імператорського ланцюга підводних гір, ланцюга вулканів довжиною понад 5800 кілометрів, чотири з яких активні, дві — сплячі, а понад 123 з яких є згаслими, багато з них давно сховані під водою ерозією і перетворились у підводні гори і атоли. Ланцюг тягнеться від південної частини острова Гаваї до краю Алеутської западини поблизу східної околиці Росії. У той час як більшість вулканів створюються геологічною активністю на межі тектонічних плит, Гавайська точка знаходиться далеко від кордонів плити. Класична теорія гарячих точок, вперше запропонована 1963 року Джоном Туцо Вілсоном, припускає, що один фіксований мантійний плюм створює вулкани, які потім по мірі зсуву від їх джерела у результаті руху Тихоокеанської плити стають все менш активними і, в кінцевому рахунку еродують нижче рівня моря протягом мільйонів років. Відповідно до цієї теорії, вигин близько 60° між Імператорським та Гавайським сегментами ланцюга викликаний раптовою зміною в русі Тихоокеанської плити. 2003 року новіші дослідження цієї нерегулярности призвели до пропозиції теорії мобільної гарячої точки, яка припускає, що гарячі точки є мобільними, а не стаціонарними, а тому вигин, який утворився 47 мільйонів років тому був викликаний зміною у гарячій точці, а не плиті.
Стародавні гавайці були першими, хто помітив більший вік та ерозію вулканів на північніших островах, коли вони просувалися з риболовлею уздовж островів. Нестабільний стан Гавайських вулканів і їх постійна боротьба з морем стали основним елементом Гавайської міфології, втілені в Пеле, божестві вулканів. Після приходу європейців на острови, в 1880–1881 роках Джеймс Двайт Дана керував першими офіційними геологічними дослідженнями вулканічної активності гарячої точки і підтвердив зв'язок, давно помічений тубільцями. 1912 року була заснована Гавайська вулканічна обсерваторія вулканологом Томасом Джаггаром, що стало початком безперервного наукового спостереження островів. У 1970-ті роки був ініційований проект мапування для отримання більше інформації про складну геологію морського дна довкола Гаваїв.
Томографічна зйомка точки показала її розміри 500–600 км в ширину і до 2 000 км в глибину, а дослідження на основі олівіну і гранату показали, що її магматична комора має температуру приблизно +1500 °C. За її принаймні 85 мільйонів років діяльності точка викинула десь 750 000 км³ каменю. Швидкість дрейфу ланцюга поступово збільшується з плином часу, в результаті час активності кожного окремого вулкана зменшується, з 18 мільйонів років для гори Детройт віком 76 млн років до трохи менше 900 000 років для Когала віком 1 млн років; з іншого боку обсяг вивержень збільшився з 0,01 км³ на рік до приблизно 0,21 км³ на рік. В цілому, це викликало тенденцію до активніших, але швидко згасаючих, близько розташованих вулканів — в той час як на ближній стороні точки вулкани накладаються один на одного (утворюючи такі суперструктури як острів Гаваї і древній Мауї-Нуї), найстаріші з Імператорських підводних гір розташовані на відстанях до 200 км одна від одної.

## Теорії
Тектонічні плити, як правило, обмежують деформацію і вулканізм кордонами плит. Однак Гавайська гаряча точка розташована більш ніж у 3200 км від найближчого кордону плит; під час її дослідження 1963 року, канадський геофізик Дж. Т. Вілсон запропонував теорію гарячої точки, щоб пояснити ці зони вулканізму так далеко від звичайних умов, теорію, яка з того часу отримала широке визнання.

### Теорія стаціонарної точки Вілсона

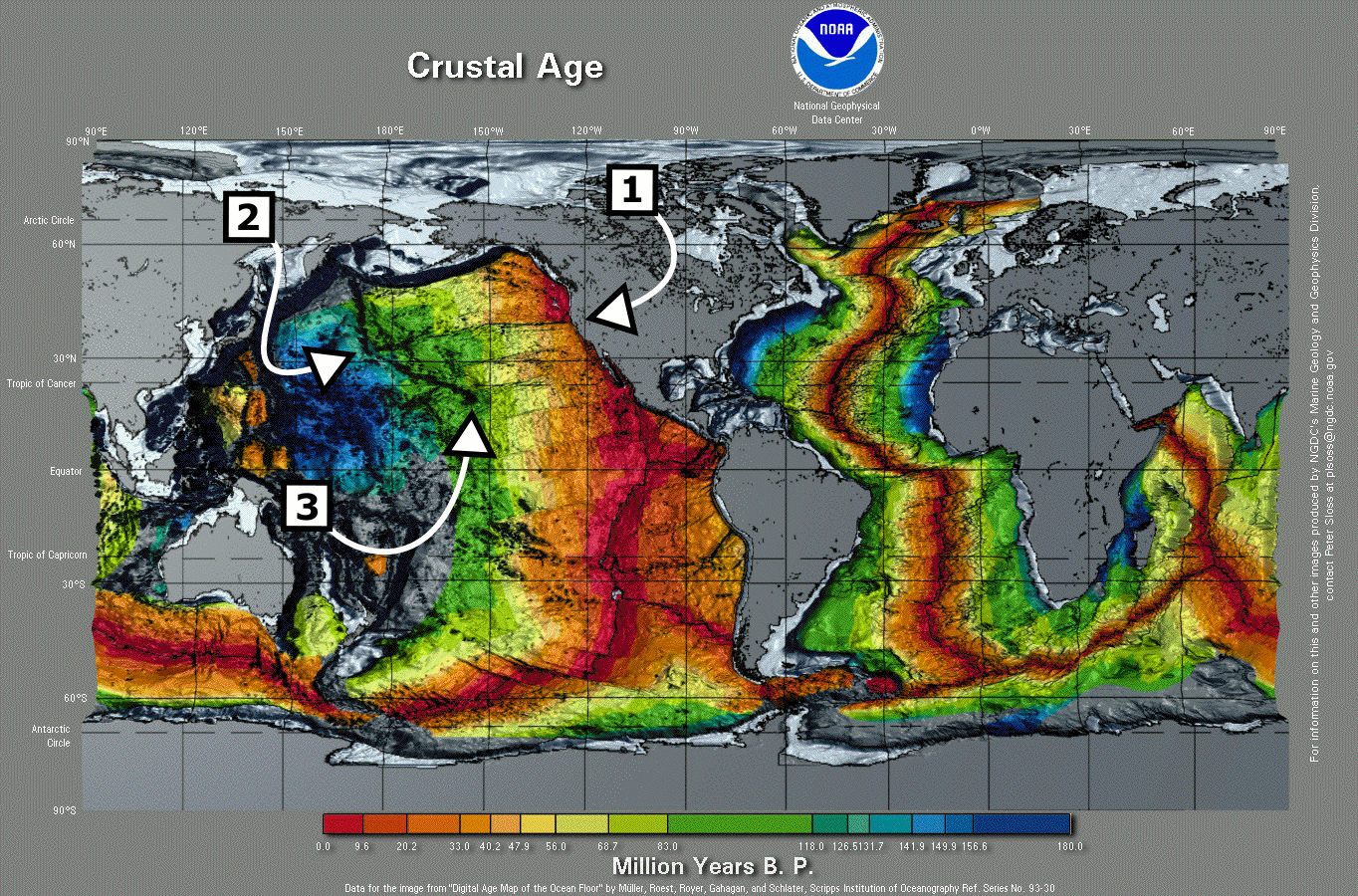
Карта з умовними кольорами від червоного до синього, які вказують на вік океанічної кори, створеної спредингом. 2 вказує на положення повороту в сліді гарячої точки, а 3 — на поточне розташування Гавайської точки

Вілсон запропонував, що під поверхнею землі існують невеликі, довгограючі, дуже гарячі магматичні області; ці осередки жару створюють термічно активні плюми, які, в свою чергу, підтримують тривалу вулканічну активність над ними. Цей вулканізм «середини плити» будує вершини, що піднімаються з порівняно безликого дна моря, спочатку як підводні гори, а пізніше як повноцінні вулканічні острови. Тектоніка плит викликає повільне ковзання локальної тектонічної плити (у разі Гавайської точки — Тихоокеанська плита) над гарячою точкою, що відносить її вулкани без шкоди для плюму. Протягом сотень тисяч років магма поступово відрізується від вулкана і він повільно згасає. Більше не достатньо активний, щоб долати ерозію морем, вулкан повільно занурюється під воду, перетворюючись знову у підводну вершину. При продовженні циклу з'являється новий центр вулканізму і вулканічний острів виникає заново. Процес продовжується до тих пір, поки мантійний плюм не припинить існування.
Цей цикл росту і спокою «нанизує» вулкани в ланцюг протягом мільйонів років, залишаючи за собою слід з вулканічних островів і підводних гір на дні океану. За теорією Вілсона, гавайські вулкани повинні бути все старшими і більш еродованими по мірі віддалення від гарячої точки, і це легко побачити; найстарша порода на головних Гавайських островів — з Кауаї, має вік приблизно 5,5 мільйонів років і сильно еродована, в той час як порода Гаваї є порівняно молодою (0,7 млн років або менше), а нова лава постійно вивергається на Кілауеа, над поточним центром точки.
Ще один наслідок його теорії полягає в тому, що довжина ланцюга і орієнтація також служить літописом напрямку і швидкості руху Тихоокеанської плити. Головна особливість Гавайського сліду — раптовий 60° вигин на секції віком 40–50 млн років, і, за теорією  Вілсона, це свідчить про серйозну зміну в напрямку руху плити, яка б ініціювала субдукцію уздовж більшої частини західного кордону Тихоокеанської плити. Ця частина теорії нещодавно була оскаржена, і поворотом може бути наслідком руху не плити, а самої точки.
Геофізики вважають, що гарячі точки виникають на одній з двох основних меж в глибині Землі: або у неглибоко розташованій проміжній поверхні в нижній мантії між верхнім конвективним шаром і нижнім не конвективним, або у глибшому  шарі D'' («Д з подвійним апострофом»), який приблизно 200 км товщини і розташований безпосередньо над межею ядро-мантія. Мантійний плюм зародиться у проміжній поверхні, коли тепліший нижній шар нагріває частину холоднішого верхнього. Ця розігріта, текуча і менш в'язка частина верхнього шару стане менш щільною внаслідок теплового розширення і підніметься в напрямку поверхні як нестійкість Релея — Тейлора. Коли мантійний плюм досягає низу літосфери, він її нагріває його і розплавляє. Ця магма потім пробивається на поверхню, де вивергається як лава.
Доводи на користь чинності теорії гарячої точки в цілому центруються довкола стійкої вікової прогресії Гавайських островів і розташованих поруч з ними інших географічних рис:
- подібний загин сліду точки Макдональда, яка створила ланцюг підводних гір Острал–Маршаллові острови, розташований на південь від Гаваїв[11];
- те, що інші гарячі точки Тихоокеанському регіоні демонструють той самий віковий тренд руху з південного сходу на північний захід у фіксованому взаєморозташуванні[12][13];
- сейсмологічні дослідження Гавайських островів, які показують підвищені температури на кордоні ядро–мантія, що підтверджує мантійний плюм.[14].

### Теорія неглибокої гарячої точки

Схема будови Землі у розрізі

Інша гіпотеза полягає в тому, що розплавлені аномалії утворюються просто в результаті розтягування літосфери, яка дозволяє попередньо існуючим розплавам піднятися на поверхню. Ці розплавлені аномалії у теорії плюмів називаються «гарячі точки», але це назва передбачає незвичайно високу температуру джерела в мантії, яка не була підтверджена спостереженнями. У випадку з Імператорсько-Гавайським ланцюгом підводних гір, система меж Тихоокеанської плити була дуже іншою на ~ 80 млн років тому, коли почав формуватися ланцюг Імператорських підводних гір. Існують докази того, що ланцюг почався на ділянці спредингу (Тихоокеанський-Кула хребет), яка зараз субдукована в Алеутську западину. Локус екстракції розплаву мігрував  з хребта на внутрішню частину плити, залишаючи сліди вулканізму за ним. Ця міграція ймовірно сталася через те, що частина плити розтягувалась в цілях зменшення напруження всередині плити. Таким чином, підтримувалась тривала область розплаву.
Сейсмічна томографія не підтримує гіпотезу плюма. Незважаючи на численні документи, опубліковані з посиланням на сейсмологічні докази плюму в регіоні, ці пропоновані плюми розташовані в різних місцях, багато з них нахилені під великими кутами і в різних напрямках, і деякі з них тисячі кілометрів від Великого острова Гаваїв. Досі немає достовірних зображень мантійного плюму, який би простягався вниз до кордону між ядром і мантією.

### Теорія рухомої точки
Найбільш сильно оскаржуваний елемент теорії Вілсона — те, чи дійсно гаряча точка фіксована по відношенню до розміщеної вище тектонічної плити. Зразки керну, зібрані вченими починаючи з 1963 року, дозволяють припустити, що точка могла дрейфувати у відносно швидкому темпі близько 4 см на рік протягом пізньої Крейди і раннього Палеогену (81–47 млн.років тому). Для порівняння, Серединно-Атлантичний хребет розтягується зі швидкістю 2,5 см на рік. 1987 року дослідження, опубліковане Пітером Молнаром і Джоанн Сток, виявило, що точка рухається по відношенню до Атлантичного океану; втім, вони розцінили це як результат відносного руху Північноамериканської і Тихоокеанської плит, а не точки самої по собі.
2001 року «Програма буріння океану» (зараз «Комплексна програма буріння океану»), міжнародна науково-дослідницька діяльність з вивчення світового океанічного дна, профінансувала два місяці експедиції на борту дослідницького судна «JOIDES Resolution» для збору зразків лави з чотирьох занурених Імператорських підводних гір. Проектом були пробурені підводні гори Детройт, Нінтоку і Коко, всі з них в далекому Північно-Західному кінці ланцюга, найстарішій ділянці. Вивчення цих зразків лави в 2003 році дозволило припустити мобільну Гавайську гарячу точку і зміну у її русі як причину загину в ланцюзі гір.
Незважаючи на великий зсув, зміна напрямку ніколи не була записана магнітними схиленнями, орієнтацією зон тріщинуватості або в межах реконструкції плит; колізія континентів не могла відбувалися досить швидко, щоб утворити такий виражений вигин в ланцюзі. Щоб перевірити, чи не був загин результатом зміни напрямку руху Тихоокеанської плити, вчені проаналізували зразки геохімії лави, щоб визначити, де і коли вони утворилися. Вік визначається радіоізотопним датуванням радіоактивних ізотопів калію і аргону. Дослідники визначили, що вулкани, з яких було взято зразки, утворились в період 81–45 млн. років тому. Тардуно і його команда визначили, де вулкани формувались шляхом аналізу гірських порід з вмістом магнетиту, — коли гаряча лава від виверження вулкана остигає, мікрозерна в магнетиті узгоджуються з магнітним полем Землі і фіксуються в цьому положенні, коли камінь застигає. Дослідники змогли визначити в широти, на яких утворились ці вулкани шляхом вимірювання орієнтації зерен металу в магнетиті. Палемагнетисти дійшли до висновку, що Гавайська гаряча точка мігрувала на південь в своїй історії і що 47 мільйонів років тому її рух на південь сильно сповільнився, можливо навіть зупинився повністю.

## Історія вивчення

### Стародавні Гавайці
Те, що Гавайські острови стають старішими в напрямку на північний захід, стародавні гавайці підозрювали задовго до приходу європейців. Під час їх морських подорожей вздовж островів, Гавайці помітили відмінності у ерозії, ґрунтоутворенні, рослинності, що дозволило їм зробити висновок, що острови в північно-західний частини архіпелагу (Ніїхау і Кауаї) були старше островів на південному сході (Мауї, Гаваї). Ця ідея передавалась з покоління в покоління через легенди про Пеле, вогняну гавайську богиню вулканів.
Пеле народився у богині Гаумеа, або Гіни, яка, як і всі гавайські боги і богині, пішла від Папа, матері-землі, і Вакеа, батька-неба:63. Згідно з міфом, Пеле спочатку жила на острові Кауаї, коли її старша сестра Намака, богиня моря, напав на неї за спокушання її чоловіка. Пеле втекла на південний схід на острів Оаху. Коли Намака знову вимусила її бігти, Пеле переїхала на південний схід на острів Мауї і, нарешті, на острів Гаваї, де вона досі живе у кратері Галемаумау на вершині Кілауеа. Там вона була в безпеці, тому що схили вулкана настільки високі, що навіть могутні хвилі Намака не могли до неї дістатися. Міфічна втеча Пеле, яка натякає на вічну боротьбу вулканічних островів і океанських хвиль, узгоджується з геологічними даними про зменшення віку островів на південний схід.

### Сучасні дослідження

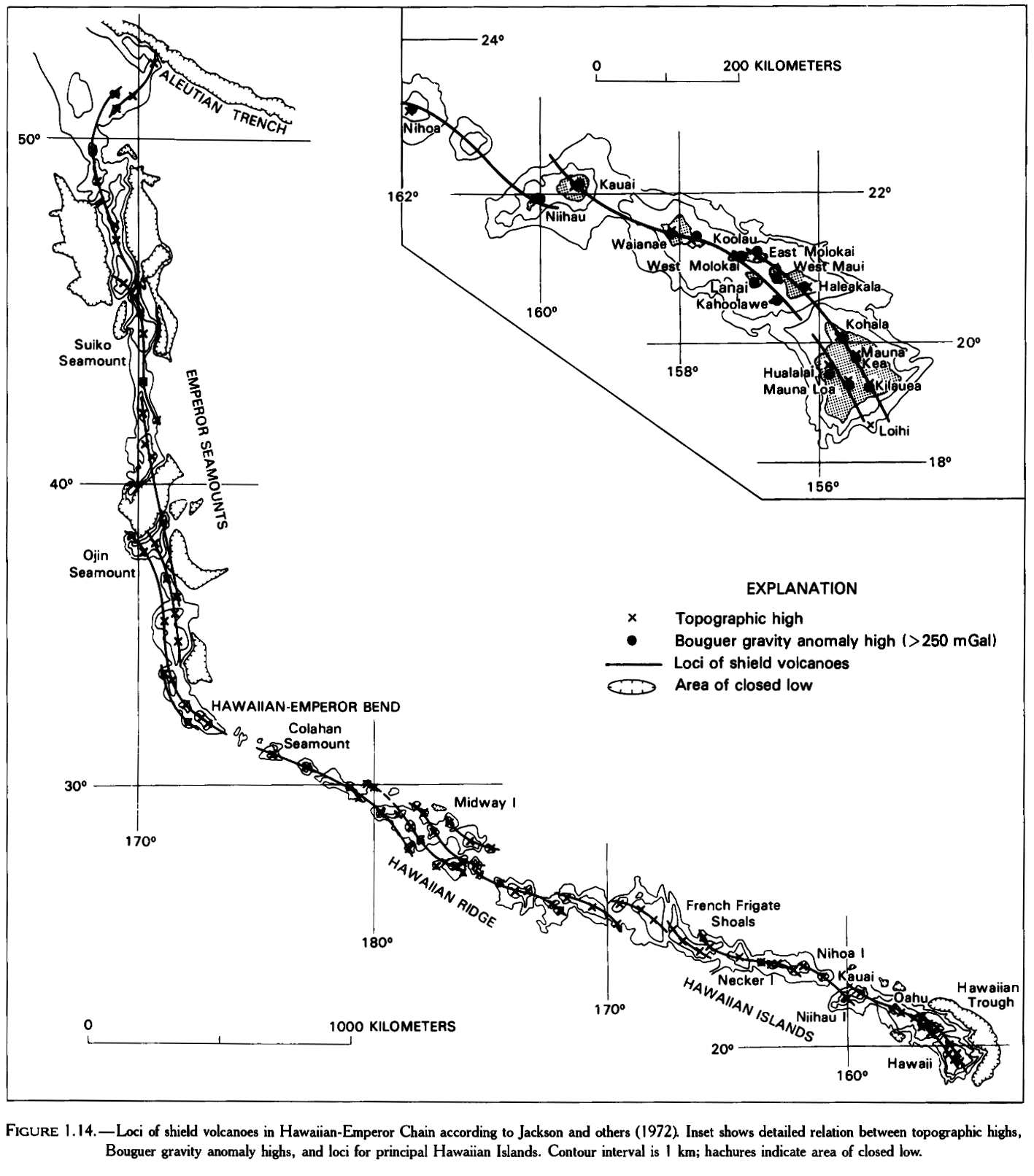
Вулканічні тренди Лоа і Кеа слідують звивистими паралельними шляхами тисячі кілометрів.

Три з найбільш ранніх відомих спостерігачів вулканів були шотландські вчені Арчибальд Мензис в 1794 році, Джеймс Макре в 1825 році і Девід Дуглас в 1834 році. Лише сходження на вершини виявилось складним завданням: Мензис зробив три спроби зійти на Мауна-Лоа, а Дуглас помер на схилах Мауна-Кеа. «Дослідницька експедиція США» витратила кілька місяців на вивчення острова в 1840–1841. В тій експедиції були американський геолог Джеймс Дуайт Дана та лейтенант Чарлз Вілкс, який провів більшу частину часу керуючи колективом із сотні людей, які тягли маятник на вершину Мауна Лоа для вимірювання сили тяжіння. Дана залишався з місіонером Тітусом Коаном, який надав йому інформацію про десятиліття особистих спостережень за вулканами. Дана опублікував коротку працю 1852 року.
Дана залишився зацікавленим в походженні Гавайських островів і керував більш поглибленим вивченням в 1880 і 1881 роках. Він підтвердив, що вік островів збільшується з відстанню від південно-східного острова, спостерігаючи відмінності в ступені їх ерозії. Він також припустив, що багато інших ланцюгів островів Тихого океану покаже аналогічне загальне збільшення віку з південного сходу на північний захід. Дана прийшов до висновку, що Гавайський ланцюг складається з двох вулканічних ниток, розташованих вздовж окремих, але паралельних вигнутих шляхів. Він придумав терміни «Лоа» і «Кеа» для двох помітних трендів. Тренд Кеа включає вулкани Кілауеа, Мауна-Кеа, Когала, Халеакала і Західний Мауї. Тренд Лоа включає Лоїхі, Мауна-Лоа, Гуалалаї, Кахоолаве, Ланаї і Західний Молокаї. Дана припустив, що розташування Гавайських островів демонструє локалізовану вулканічну активність уздовж великої зони розлому. Теорія «великого розлому» Дани слугувала робочою гіпотезою для подальших досліджень до середини 20-го століття.
Робота Дани була продовжена геологом Ч. Е. Даттоном в експедиції 1884 року, якою було уточнено та розширено ідеї Дани. Зокрема, Даттон встановив, що острів Гаваї насправді складається з п'яти вулканів, у той час як Дана нарахував три. Це тому, що Дана спочатку розглядав Кілауеа як фланговий конус Мауна-Лоа і Когала як частину Мауна-Кеа. Даттону також уточнив інші дослідження Дани і йому назви типів лави «а'а» та «па'хоехое», хоча відмінності між ними було помічено ще Даною. Стимульований експедицією Даттона, Дана повернувся в 1887 році і опублікував розповіді про експедиції в «Американському науковому журналі». 1890 року він опублікував найбільш повну працю того часу, яка залишилася керівництвом з Гавайського вулканізму протягом десятиліть. 1909 року побачили світ два великі томи, які широко цитували ранні роботи:154–155.
1912 року геолог Томас Джаггар заснував Гавайську вулканічну обсерваторію. Об'єкт 1919 роу переданий Національному управлінню океанічних і атмосферних досліджень, а в 1924 році Геологічній службі США (Геологічна служба США поклала початок безперервного спостереження вулканів на острові Гаваї. Протягом наступного століття був період ретельних досліджень, відзначений внеском багатьох видатних вчених. Перша повноцінна еволюційна модель вперше була сформульована в 1946 році, геологом і гідрологом Геологічної служби Гарольд Т.Стернс. З того часу, розвиток науки дозволив вивчити раніше обмежені ділянки спостережень (наприклад, поліпшення методів датування породи та стадій розвитку підводних вулканів):157.
У 1970-х роках гавайське дно було нанесено на мапу з використанням корабельних гідролокаторів. Обраховані SYNBAPS (синтетична батиметрична система профілювання) дані заповнили прогалини між батиметричними вимірами корабельних сонарів. З 1994 по 1998 рік Японське агентство океанічно-суходольної науки і техніки (JAMSTEC) детально змапувало Гаваї і вивчало їх океанічне дно, що робить його одним найкраще досліджених в світі морських об'єктів. Проект JAMSTEC, у співпраці з геологічною службою США та іншими установами, використовував пілотовані підводні апарати, дистанційно керовані підводні апарати, проби земснарядами зразків керна. Багатопроменевий гідролокатор Simrad EM300 бічного сканування зібрав дані батиметрії і зворотного розсіювання.

## Характеристики

### Розташування
Гавайську гарячу точку зняли за допомогою сейсмічної томографії; її розмір оцінюється в 500–600 км у ширину. Нещодавня дифракційна томографія і місцева томографія високої роздільної здатності зафіксували плюм з походженням у нижній мантії, а на присутність озера плюму вказує велика низькошвидкісна зона у верхній мантії. Ці зони низької сейсмічної швидкості часто вказують на гарячішу і більш в'язку речовину мантії. Вузька колона низької швидкості, що спускається донизу під Гаваями на глибину від 670 до 1500 км, з'єднується з великою низькошвидкісною зоною на глибині близько 2000 км на межі ядра і мантії на північ від Гаваїв, показуючи, що плюм має певний кут нахилу на південь від мантійних потоків. Диспропорційні дані серії розпаду урану показали, що активно текуча область зони розплаву має розміри 220±40 км в ширину біля основи і 280±40 км у верхній частини мантійного підняття, що узгоджується з томографічними вимірюваннями

### Температура
Непрямі дослідження показали, що магматична камера знаходиться приблизно на глибині 90–100 км, що відповідає розрахунковій глибині породи Крейдяного періоду у океанічній літосфері; це може означати, що літосфера служить кришкою над зоною розплаву, зупиняючи підйом магми. Початкова температура магми була обрахована двома способами, шляхом тестування температури плавлення гранатів у лаві і коригуванням лави на руйнування олівіну. Обидва тести USGS (Геологічного огляду США) підтверджують температуру близько +1500 °C; для порівняння, розрахункова температура для базальту серединно-океанічного хребта становить близько 1325 °C.
Аномалія теплового потоку на поверхні навколо Гавайського підняття становить лише близько 10 МВт/м², набагато менше, ніж у континентальній частини Сполучених Штатів (діапазон від 25 до 150 МВт/м²). Це несподіваний для класичної моделі гарячого в'язкого плюму в мантії. Однак, було показано, що інші плюми демонструють сильно неоднорідні теплові потоки на поверхні, і що ця мінливість може бути обумовлена різними гідротермальними потоками рідини в земній корі над гарячими точками. Цей потік рідини адвективно відводить тепло від кори і тому виміряний тепловий потік більш низький, ніж справжній сумарний тепловий потік на поверхні. Низьке тепло на Гавайському піднятті вказує, що воно не підтримується в'язкою корою або верхньою частиною літосфери, а натомість підняте гарячим (і, отже, менш щільним) мантійним плюмом, що змушує поверхню підніматись через механізм, відомий як «динамічна топографія».

### Рух
Гавайські вулкани дрейфують на північний захід від гарячої точки зі швидкістю близько 5–10 см/рік. Точка зсунулась на південь приблизно на 800 км по відношенню до Імператорського ланцюга. Палеомагнітні дослідження підтверджують цей висновок на основі зміни магнітного поля Землі, зображення якого було зафіксовано в гірських породах у момент їх затвердіння, показавши, що ці підводні гори сформувались на більш високих широтах, ніж теперішні Гаваї. Перед вигином ланцюга точка мігрувала зі швидкістю близько 7 см/рік; під час вигину темп руху зріс до ~9 см/рік. «Програма буріння океану» надала більшість сучасних знань про дрейф. 2001 року експедиція пробурила шість підводних гір і провела випробування зразків з метою визначення їх первісної широті, і, отже, характеристик і швидкості дрейфу точки в цілому.
Кожен наступний вулкан має менше часу активного доступу до плюму. Велика різниця між наймолодшою і найстаршою лавою Гавайсько-Імператорського хребткавказує, що швидкість гарячої точки зростає. Наприклад, Когала, найстарший вулкан на острові Гаваї, має вік один мільйон років і останній раз вивергався 120 000 років тому, тобто має період активності трохи менше 900 000 років, а один з найдавніших вулканів, підводна гора Детройт, мала 18 і більше мільйонів років вулканічної активності.
Найстаріший вулкан ланцюга, підводна гора Мейдзі, примостився на краю Алеутської западини, утвореної 85 мільйонів років тому. При нинішній швидкості, гора буде знищена протягом кількох мільйонів років, оскільки Тихоокеанська плита ковзає під Євразійську плиту. Невідомо, чи ланцюг підводних гір вже занурювався під Євразійську плиту, і чи гаряча точка старше гори Мейдзі, оскільки всі можливі старіші підводні гори вже були б зруйновані субдукцією плити. Можливо також, що зіткнення плит в районі Алеутської западини змінило швидкість руху Тихоокеанської плити, що пояснило б вигин ланцюга; відносини між цими подіями продовжують вивчатись

### Магма

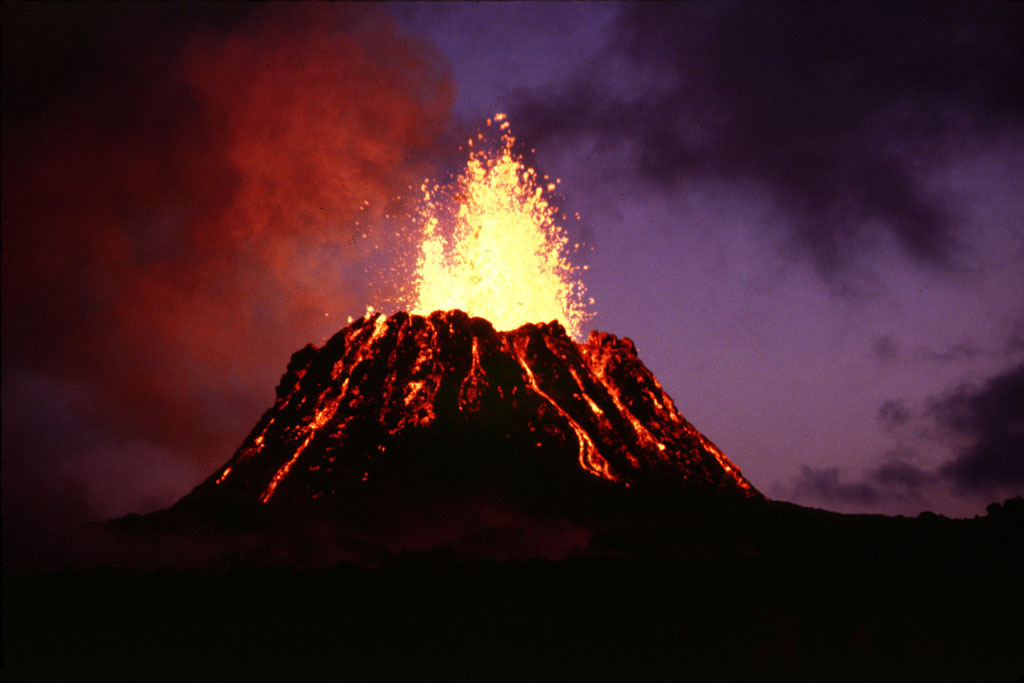
Лавовий фонтан на Пу'у О'о, вулканічному конусі на схилі Кілауеа. Пу'у О'о — один з найактивніших вулканів у світі, безперервно вивергається з 3 січня 1983 року.

Склад вулканічної магми істотно змінився за даними аналізу співвідношення елементів стронцію–ніобію–паладію. Імператорські підводні гори були активні протягом періоду не менше 46 мільйонів років, а найдавніші лави датуються Крейдяним періодом; потім тривали ще 39 мільйонів років діяльності вздовж Гавайської частини ланцюга, що дає загальну тривалість вивержень — 85 мільйонів років. Дані свідчать про вертикальну зміну у кількості стронцію, присутнього в лужних (на ранніх стадіях) і толеїтових (пізні стадії) лавах. Систематичне зростання різко сповільнюється в період вигину.
Майже всі магми, викинуті гарячою точкою, є магматичні базальти; вулкани майже цілком створені з цієї або подібних за складом, але грубіших, габро і діабазу. Інші магматичні породи, такі як нефелінити, присутні в невеликих кількостях; вони часто трапляються у старих вулканих, найбільш помітно на горі Детройт. Більшість вивержень є текучими, оскільки базальтова магма є менш в'язкою, ніж магми, для яких характерно більш вибухові виверження, такі, як андезитові магми, які створюють видовищні і небезпечні виверження на межах Тихоокеанського дна. Вулкани поділяються на кілька еруптивних категорій. Гавайські вулкани називаються вулкани «Гавайського типу». Гавайська лава виливається з кратерів і утворює довгі потоки розпеченої лави, що стікає по схилу, покриваючи гектари землі і замінюючи океан новим суходолом.

### Частота та масштаби вивержень

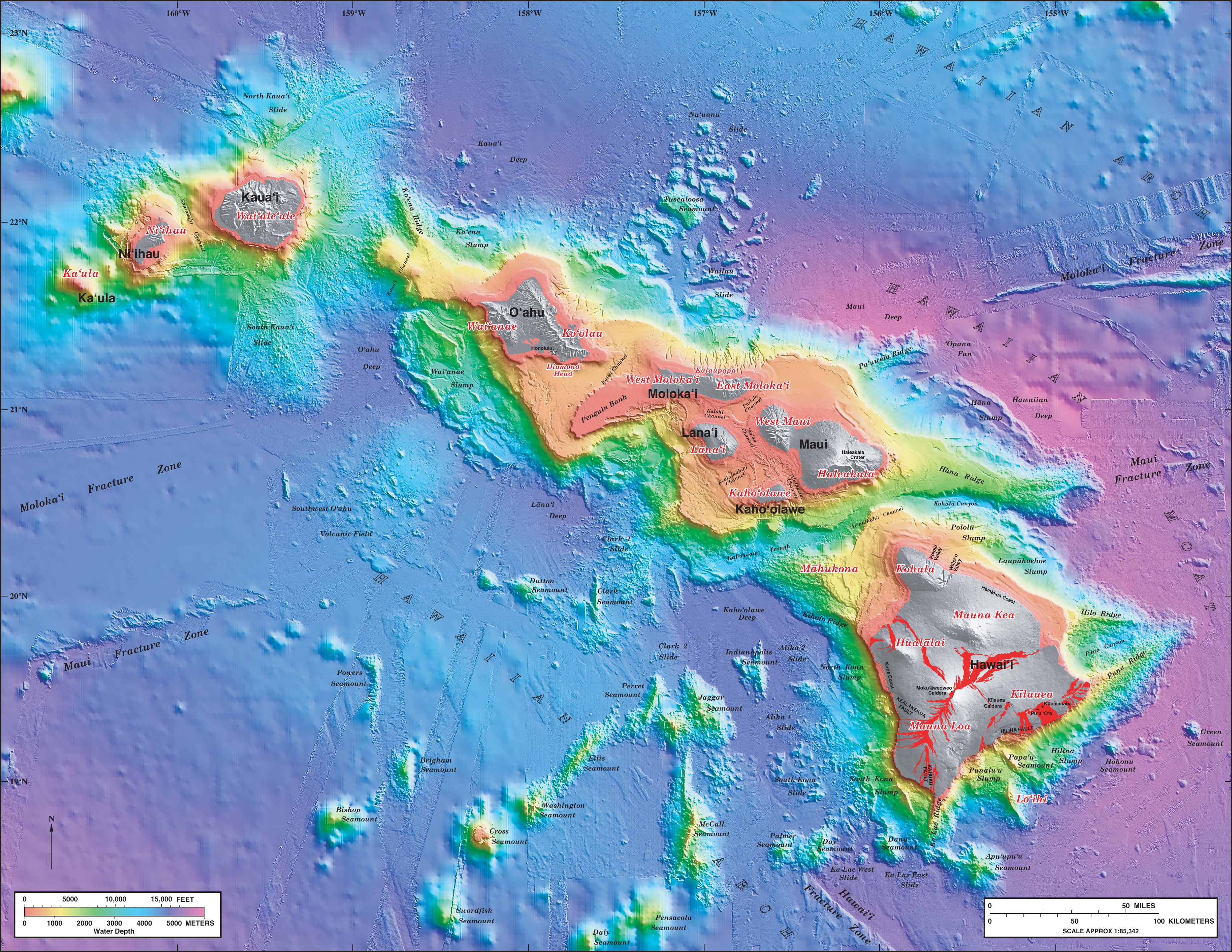
Батиметрія і рельєф південно-східних Гавайських островів, історичні потоки лави показано червоним кольором

Існує значна кількість доказів того, що обсяги виверження лави зростають. За останні шість мільйонів років вони були набагато вище, ніж коли-небудь раніше, більше 0,095 км³/рік. У середньому за останній мільйон років вони були ще вище, приблизно 0,21км³/рік. Для порівняння, середній дебет серединно-океанічного хребта становить близько 0,02 км³ на кожні 1000 км хребта. А обсяг вивержень вздовж Імператорського хребта становив в середньому всього близько 0,01 км³/рік, а протягом перших п'ять мільйонів років існування гарячої точки це значення було практично нульовим. Середня продуктивність лави уздовж Гавайського ланцюга була більше, 0,017 км³/рік.. В цілому, гаряча точка виробила близько 750 000 км³ лави, достатньо, щоб покрити Каліфорнію з шаром близько 1,5 км завтовшки.
Відстань між окремими вулканами скоротилася. Хоча вулкани дрейфують на північ швидше і витрачають менше часу в активному періоді, набагато більші обсяги сучасних вивержені гарячої точки породили більш близько розташовані вулкани, і багато з них накладаються один на одного, утворюючи такі надбудови, як острів Гаваї і древній Мауї Нуї. Між тим багато вулканів Імператорських підводних гір розділені відстанями у 100 км або навіть 200 км.

### Топографія і геоід
Детальний топографічний аналіз Гавайсько;—Імператорського ланцюга підводних гір показує гарячу точку в центрі топографічної висоти, яка падає з віддаленням від точки. Найбільш швидке зниження висоти і найвищий коефіцієнт між висотою топографії і геоїда — на південно-східній частині ланцюга. Коефіцієнт падає з відстанню від точки, особливо на перетині розломів Молокая і Мюррея. Найбільш вірогідним поясненням є те, що область між двома зонами є більш сприйнятлива до повторного нагрівання ніж ланцюг. Інше можливе пояснення полягає в тому, що потужність гарячої точки збільшується і спадає з плином часу.
1953 року, Роберт С. Дітц і його колеги вперше визначили факт підняття. Було висловлено припущення, що причиною було мантійне підняття. Пізніші праці вказали на тектонічне підняття, викликане повторним розігріванням в нижній літосфері. Однак нормальна сейсмічна активність під підняттям, а також відсутність виявлених теплових потоків, змусили вчених припустити динамічну топографію як причину підняття, тобто те, що рух гарячого і текучого мантійного плюму підтримує високий рельєф поверхні навколо островів. Розуміння Гавайського підняття має важливі наслідки для дослідження гарячої точки, формування островів і внутрішньої будови Землі.

## Вулкани
За свою історію у 85 мільйонів років, Гавайська гаряча точка створила щонайменше 129 вулканів, більше 123 з яких є згаслими, підводними атолами, а також чотири діючі і два сплячі вулкани. Вони можуть бути об'єднані в три загальні категорії: Гавайський архіпелаг, з якого складається більшість американського штату Гаваї і який є місцем всієї сучасної вулканічної активності; Північно-Західні Гавайські острови, які складаються з коралових атолів, зниклих островів і атолових островів; і Імператорські підводні гори, всі з яких еродовані нижче рівня моря і стали підводними горами і гайотами.

### Вулканічні характеристики

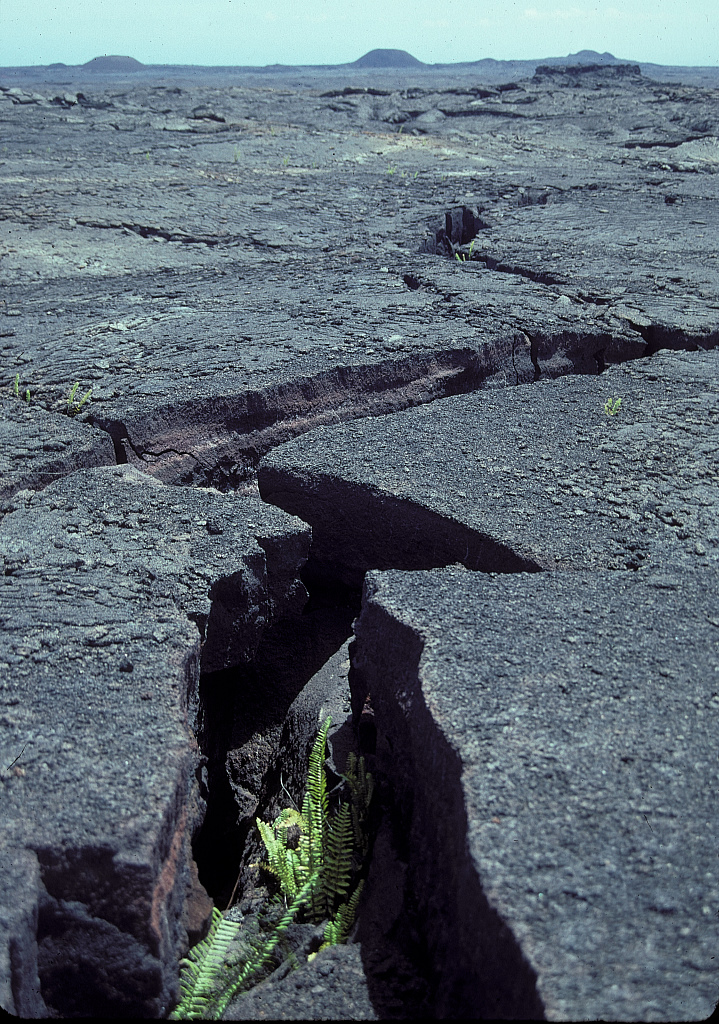
Східна рифтова зона Кілауеа

Гавайські вулкани характеризуються частими рифтовими виверженнями, великим розміром (тисячі кубічних кілометрів в обсязі) і грубими, децентралізованими формами. Рифтові зони є характерною особливістю цих вулканів, і відповідають за їх, здавалося б, випадкову вулканічну структуру Найвища гора в Гавайському ланцюзі, Мауна-Кеа, піднімається на 4 205 м.н.м., а виміряна від її основи на морському дні, це найвища в світі гора — 10 203 метри (Джомолунгма височіє на 8 848 м.н.м.). Гаваї оточені безліччю підводних гір, які за дослідженнями однак не мають стосунку до гарячої точки і її вулканізму. Кілауеа вивергається безперервно з 1983 року з Пу'у О'о, невеликого вулканічного конуса, який став привабливим для вулканологів та туристів.

### Зсуви
Гавайські острови покриті великою кількістю зсувів, які є наслідком колапсу вулканів. Батиметричне картування виявило щонайменше 70 великих зсувів на сторонах островів, які більші за 20 км в довжину, а найдовший зсув має розміри 200 км у довжину та 5000 км³ в обсязі. Ці зсуви можуть бути розділені на дві основні категорії: короткі зсуви, рухи великих мас по схилах, які повільно роблять більш пласкими їх джерела, і більш катастрофічні уламкові лавини, що фрагментують вулканічні схили і розкидають вулканічні уламки за межі схилів вулканів. Ці зсуви викликають цунамі і землетруси, фрагментацію вулканічних масивів і розкид уламків за сотні кілометрів від джерела.
Короткі зсуви, як правило, глибоко вкорінені в їх джерелах, рухаючи породу до 10 км вглиб вулкана. Під дією маси нещодавно викинутого вулканічного матеріалу, такий зсув може повзти вперед повільно, або різко вперед спазмами, які викликали найбільші історичні землетруси на Гавайських островах — в 1868 і 1975 роках. Уламкові лавини, тим часом, тонші і довші, і визначаються вулканічними амфітеатрами на їх початку і горбистими ландшафтами у їх кінці. Швидко рухомі лавин несуть 10 км блоки на десятки кілометрів, порушуючи місцеву водну товщу і викликаючи цунамі. Докази цих подій існують у вигляді морських відкладень високо на схилах багатьох гавайських вулканів та були помічені на схилах кількох Імператорських підводних гір, таких як Дайкакудзі Гюйот і Детройт.

### Еволюція

Анімована послідовність, що показує ерозію й осідання вулкана, і формування коралового рифу навколо нього — зрештою, утворення атолу

Гавайські вулкани слідують усталеним життєвим циклом зростання та ерозії. Після утворення нового вулкана, його викид лави поступово збільшується. Висота і активність досягає піку, коли вулкану близько 500 000 років, а потім стрімко знижується. Зрештою, він ніби засинає, і в кінцевому підсумку згасає. Потім погодні умови еродують вулкан, поки він знову стає підводною горою.
Цей життєвий цикл складається з декількох етапів. Перший етап — підводний дощитовий, на цей час у Гавайському ланцюгу представлений лише підводною горою Лоїхі (англ. Lō'ihi). На цьому етапі вулкан будує висоту через все більш часті виверження. Тиск моря перешкоджає вибуховим виверженням. Холодна вода примушує лаву швидко застигати, утворюючи кульову лаву, характерну підводної вулканічної активності
По мірі того як гора повільно зростає, вона проходить через щитові етапи. Все ще перебуваючи під водою, вулкан отримує багато зрілих рис, таких як кальдера. Вершина гори врешті-решт показується над поверхнею води, і лава та вода океану починають «битву» за контроль — вулкан входить у вибуховий підетап, що підкреслюється фумаролами та тріщинами з вибуховою перегрітою парою. Через те, що лава змочується хвилями, на цьому підетапі утворюється переважно вулканічний попіл. Цей конфлікт між лавою і океаном знайшов відображення у Гавайській міфології:8–11.
Вулкан входить в субаеральний етап, коли він буде достатньо високий, щоб уникнути води в жерлі. На цьому етапі вулкан отримує ~95 % його надводної висоти за період приблизно 500 000 років. Після цього викиди стають набагато менш вибухові. Лава, яка вивергається на цьому етапі, як па'хоехое, так і а'а, і активні гавайські вулкани Мауна-Лоа і Кілауеа перебувають саме на цьому етапі. Гавайська лава часто текуча, блочна, повільна, і її напрямок порівняно легко передбачити; Геологічна служба США відстежує, куди вона найбільш імовірно потече, і підтримує туристичний майданчик для споглядання лави.
Після субаеральної фазу вулкан входить в серію післящитових етапів, які включають осідання і ерозію, перетворення на атол і, в підсумку, підводну гору. Після того, як Тихоокеанська плита переміщує атол з 20 °C ізолінії тропіків, кораловий риф здебільшого помирає, і згаслий вулкан стає однією з приблизно 10 000 безплідних підводних гір по всьому світу. Кожна гора Імператорського хребта є згаслим вулканом.